# Сільвіо Рохас
Сільвіо Рохас (ісп. Silvio Rojas, нар. 3 листопада 1959, Поронго) — болівійський футболіст, що грав на позиції нападника, зокрема за клуб «Блумінг», а також національну збірну Болівії.

## Клубна кар'єра
У дорослому футболі дебютував 1977 року виступами за команду «Аурора», того ж року перейшов до «Депортіво Бата».
Своєю грою за останню команду привернув увагу представників тренерського штабу клубу «Блумінг», до складу якого приєднався 1979 року. Відіграв за команду із Санта-Крус-де-ла-Сьєрра наступні дев'ять сезонів своєї ігрової кар'єри. Більшість часу, проведеного у складі «Блумінга», був основним гравцем атакувальної ланки команди та одним з її головних бомбардирів, маючи середню результативність на рівні 0,41 гола за гру першості. 1984 року виборов титул чемпіона Болівії.
Згодом з 1988 по 1991 рік грав за «Реал Санта-Крус», «Дестроєрс», «Депортіво Сан-Хосе» та «Оркоболь».
Завершив ігрову кар'єру у команді «Дестроєрс», до якої повернувся 1992 року і захищав її кольори до припинення виступів на професійному рівні наступного року.

## Виступи за збірні
Протягом 1977–1979 років залучався до складу молодіжної збірної Болівії.
1979 року дебютував в офіційних матчах за національну збірну Болівії.
У складі збірної був учасником Кубка Америки 1983 року та Кубка Америки 1987 року.
Загалом протягом кар'єри у національній команді, яка тривала 9 років, провів у її формі 24 матчі, забивши 4 голи.

## Титули і досягнення
- Чемпіон Болівії (1):

«Блумінг»: 1984